# Tim Masthay
Timothy James Masthay (16 de março de 1987, Pittsburgh, Pensilvânia) é um punter de futebol americano que jogava pelo Green Bay Packers, da National Football League. Foi contratado como undrafted pelo Indianapolis Colts em 2009, mas foi dispensado ainda antes da pré-temporada. No começo de 2010, assinou com os Packers, assumindo a titularidade no mesmo ano. Foi dispensado ao final do ano de 2015. Em sua primeira temporada, venceu o Super Bowl XLV como titular. 
Jogou futebol americano universitário pela Universidade do Colorado em Boulder antes de entrar para a NFL, e nela se formou em economia.